# EUMETNET
EUMETNET (Akronym aus engl. European Meteorological Network) ist ein Interessen- und Dachverband von 26 nationalen Wetterwarndiensten in Europa, wurde 1999 auf der 4. European Conference on Applications of Meteorology (ECAM) in Norrköping als Europäische Meteorologische Gesellschaft (EMS) gegründet und hatte sieben Gründungsmitglieder: Frankreich, Österreich, Schweiz, England, Italien, die Niederlande und Deutschland (die die Satzung vorbereiteten) und 21 Mitglieder aus 20 europäischen Ländern. Dieser Verband wurde später umbenannt.

## Aufgaben
Die Organisation bietet einen Rahmen für kooperative Programme zwischen den Mitgliedern in den verschiedenen Bereichen der Grundlagenforschung meteorologischen Aktivitäten: Beobachten, Datenverarbeitung, grundlegende Prognose, Klimaforschung und Prognosenentwicklung, Ausbildung zu organisieren.
Durch verbandseigene Programme wollen die Mitglieder ihre kollektive Fähigkeit entwickeln und ausbauen, Umweltmanagement und Klimastrategie, welches der Überwachung dient, allen europäischen Nutzern die besten verfügbare Qualität der meteorologischen Informationen zur Verfügung zu stellen.

## Mitgliedstaaten
- Island, Deutschland
- Skandinavien bestehend aus Norwegen, Schweden, Finnland, Dänemark,
- Vereinigtes Königreich und Nordirland, Irland
- Benelux bestehend aus Belgien, Niederlande, Luxemburg
- Alpenländer: Schweiz, Österreich – Ungarn, Italien, Frankreich, Griechenland, Portugal, Spanien
Slowenien, Kroatien, Serbien, Zypern
- Baltenrepubliken Estland, Lettland,  zuzüglich Polen
- seit dem 1. Januar 2024 Litauen, Rumänien[2]